# Synageles ovatus
Synageles ovatus är en spindelart som beskrevs av Pelegrín Franganillo Balboa 1910. 
Synageles ovatus ingår i släktet Synageles och familjen hoppspindlar. Inga underarter finns listade i Catalogue of Life.